# Feldpost (Deutschland)

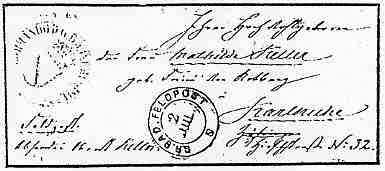
Feldpost Baden, 1866

Feldpoststempel der Bundeswehr (Stempeldatum: 10. März 2002)

Foto einer Feldpostkarte mit Stempel „Zurück“ an den Absender und handschriftlicher Notiz „Auf dem Felde der Ehre gefallen“.

Die Geschichte der Feldpost in Deutschland beginnt in der zweiten Hälfte des 18. Jahrhunderts in Preußen, dessen Armeen zu jener Zeit in vielfältige militärische Auseinandersetzungen verwickelt waren. Ausgehend von einem als notwendig erkannten Bedarf einer organisierten Nachrichtenübermittlung wurde zu Beginn des Bayerischen Erbfolgekrieges 1778 eine ausführliche Instruktion zur Feldpost erlassen. In den Folgejahren entstanden auch in anderen deutschen Teilstaaten wie Bayern, Württemberg oder Baden eigene Feldpostsysteme.
Mit dem Zusammenwachsen der getrennten Streitkräfte zur Reichswehr und späteren Wehrmacht wurden auch die getrennten Feldpostsysteme zusammengeführt. In den Anfangsjahren der Bundesrepublik existierte keine eigenständige Postorganisation der Streitkräfte, und auch in der DDR wurde nur im Rahmen eines Manövers im Herbst 1970 eine Feldpost erprobt. Die heutige Bundeswehr organisiert die Postversorgung ihrer Einheiten seit 1982 wieder unter dem Namen Feldpost.
Zur geschichtlichen Entwicklung der Feldpost deutscher Streitkräfte von den Anfängen bis heute siehe die entsprechenden Unterartikel:
- Feldpost in Deutschland bis 1918
- Deutsche Feldpost im Zweiten Weltkrieg
- Durch Deutsche Feldpost
- Heutige Feldpost der Bundeswehr

Darüber hinaus bestanden und bestehen auch Feldpostsysteme fremder Streitkräfte in Deutschland. Siehe hierzu:
- Feldpost der Alliierten in Deutschland nach dem Ersten Weltkrieg 1918–1935
  - Feldpost der Amerikaner in Deutschland nach dem Ersten Weltkrieg 1918–1935
  - Feldpost der Belgier in Deutschland nach dem Ersten Weltkrieg 1918–1935 sowie Belgische Feldpost
  - Feldpost der Briten in Deutschland nach dem Ersten Weltkrieg 1918–1935
  - Feldpost der Franzosen in Deutschland nach dem Ersten Weltkrieg 1918–1935
- Alliierte Feldpost in Deutschland nach 1945